# (7628) Евгенийфёдоров
(7628) Евгенийфёдоров (лат. Evgenifedorov) — типичный астероид главного пояса, открыт 19 августа 1977 года советским астрономом Николаем Черных в Крымской астрофизической обсерватории и 24 января 2000 года назван в честь советского астронома Евгения Фёдорова.

## Обнаружение и именование
(7628) Евгенийфёдоров
Открыт 19 августа 1977 года в Крымской астрофизической обсерватории Н. С. Черных.
Астрометрист Евгений Павлович Фёдоров (1909—1986) изучал вращение Земли и был основателем киевской школы изучения движения полюсов. Много лет занимал пост директора Главной астрономической обсерватории Украинской академии наук и был президентом комиссии № 19 МАС в 1955—1961 годах.
Оригинальный текст (англ.)7628 Evgenifedorov
Discovered 1977 Aug. 19 by N. S. Chernykh at the Crimean Astrophysical Observatory.
Astrometrist Evgenij Pavlovich Fedorov (1909—1986) studied the rotation of the earth and was founder of the Kiev school for the study of polar motion. He served as director of the Main Astronomical Observatory of the Ukrainian Academy of Sciences for many years and was president of IAU Commission 19 during 1955—1961.
Источники: 20000124/MPCPages.arc; M.P.C. 38197.

## Орбита

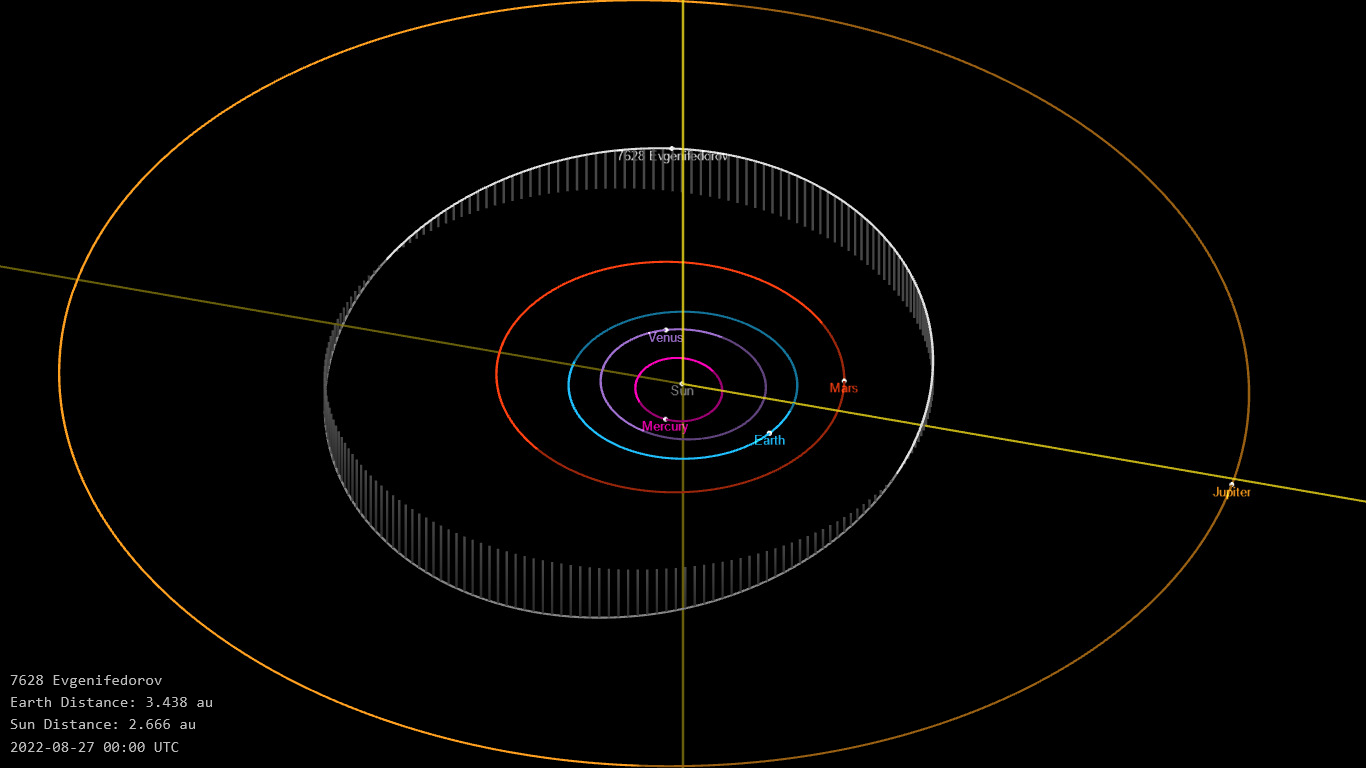
Орбита астероида Евгенийфёдоров и его положение в Солнечной системе

## Физические характеристики
Из наблюдений телескопа VISTA следует, что астероид относится к таксономическому классу Ds.
По результатам наблюдений в видимом и ближнем инфракрасном диапазоне космического телескопа NEOWISE диаметр астероида оценивался равным 6,865±0,344 км. Согласно тем же источникам альбедо оценивается как 0,3418±0,1142 и 0,342±0,114.